# 亚历山大·普罗托波波夫
亚历山大·德米特里耶維奇·普罗托波波夫（俄語：Алекса́ндр Дми́триевич Протопо́пов，1866年12月30日—1918年10月27日），俄罗斯帝国时期自由派政治家，他作为十月党杜马议员和拉斯普京的好友，曾于1916年至1917年担任内政大臣。